# Hersony Canelón
Hersony Gadiel Canelón Vera (Caracas, 2 dicembre 1988) è un pistard venezuelano.
Specialista della velocità, del keirin e della velocità a squadre, è stato due volte medaglia d'oro ai Giochi panamericani e sette volte oro ai campionati panamericani.

## Carriera
Nel maggio del 2011, in occasione dei campionati panamericani, Hersony Canelón diventò il primo venezuelano campione panamericano nella velocità (l'anno prima aveva vinto il titolo panamericano nel keirin). Nell'ottobre successivo fece parte della selezione nazionale di ciclismo su pista ai Giochi panamericani a Guadalajara, durante i quali si aggiudicò due medaglie d'oro, nella velocità e nella velocità a squadre, e una d'argento, nel keirin.
Nel 2012 partecipò ai Giochi olimpici di Londra, rappresentando il suo paese nelle gare di velocità, keirin e velocità a squadre. Tra il 2013 e il 2015 ottenne altri cinque titoli ai campionati panamericani, due nella velocità e tre nella velocità a squadre, sempre in squadra con César Marcano e Ángel Pulgar; nel 2015 vinse inoltre due argenti e un bronzo ai Giochi panamericani a Toronto.
Nel 2016 partecipò nuovamente ai Giochi olimpici, a Rio de Janeiro, prendendo parte, come quattro anni prima, alle gare di velocità, keirin e velocità a squadre. Nel 2019 fece sua la medaglia d'argento nel keirin ai Giochi panamericani di Lima.

## Palmarès
- 2006

Giochi sudamericani, Velocità a squadre (con Alexander Cornieles e César Marcano)
- 2010

Giochi centramericani e caraibici, Velocità a squadre (con César Marcano e Ángel Pulgar)
Campionati panamericani, Keirin
- 2011

Campionati panamericani, Velocità
Giochi panamericani, Velocità
Giochi panamericani, Velocità a squadre (con César Marcano e Ángel Pulgar)
- 2013

Campionati panamericani, Velocità
Campionati panamericani, Velocità a squadre (con César Marcano e Ángel Pulgar)
- 2014

Giochi sudamericani, Velocità a squadre (con César Marcano e Ángel Pulgar)
Campionati panamericani, Velocità
Campionati panamericani, Velocità a squadre (con César Marcano e Ángel Pulgar)
Giochi centramericani e caraibici, Velocità a squadre (con César Marcano e Ángel Pulgar)
- 2015

Campionati panamericani, Velocità a squadre (con César Marcano e Ángel Pulgar)
- 2018

Giochi sudamericani, Keirin

## Piazzamenti

### Competizioni mondiali
- Campionati del mondo

Apeldoorn 2011 - Velocità a squadre: 14º
Apeldoorn 2011 - Velocità: 30º
Apeldoorn 2011 - Keirin: 13º
Melbourne 2012 - Velocità a squadre: 8º
Melbourne 2012 - Velocità: 15º
Melbourne 2012 - Keirin: 8º
Cali 2014 - Velocità: non partito
Saint-Quentin-en-Yvelines 2015 - Velocità a squadre: 9º
Saint-Quentin-en-Yvelines 2015 - Velocità: 8º
Londra 2016 - Keirin: 20º
Londra 2016 - Velocità a squadre: 10º
Pruszków 2019 - Keirin: 13º
Berlino 2020 - Keirin: 19º
- Giochi olimpici

Londra 2012 - Velocità: 12º
Londra 2012 - Keirin: 12º
Londra 2012 - Velocità a squadre: 9º
Rio de Janeiro 2016 - Velocità: 24º
Rio de Janeiro 2016 - Keirin: 25º
Rio de Janeiro 2016 - Velocità a squadre: 8º

### Competizioni continentali
- Campionati panamericani

Aguascalientes 2010 - Velocità: 4º
Aguascalientes 2010 - Keirin: vincitore
Aguascalientes 2010 - Velocità a squadre: 2º
Medellín 2011 - Velocità: vincitore
Medellín 2011 - Keirin: 2º
Medellín 2011 - Velocità a squadre: 3º
Mar del Plata 2012 - Velocità: 2º
Mar del Plata 2012 - Keirin: 5º
Mar del Plata 2012 - Velocità a squadre: 3º
Città del Messico 2013 - Velocità: vincitore
Città del Messico 2013 - Keirin: 4º
Città del Messico 2013 - Velocità a squadre: vincitore
Aguascalientes 2014 - Velocità: vincitore
Aguascalientes 2014 - Keirin: 3º
Aguascalientes 2014 - Velocità a squadre: vincitore
Santiago del Cile 2015 - Keirin: 2º
Santiago del Cile 2015 - Velocità a squadre: vincitore
Couva 2017 - Velocità: 5º
Couva 2017 - Velocità a squadre: 5º
Aguascalientes 2018 - Velocità: 9º
Aguascalientes 2018 - Velocità a squadre: 4º
Cochabamba 2019 - Velocità: 4º
Cochabamba 2019 - Keirin: 8º
Lima 2021 - Velocità a squadre: 5º
Lima 2022 - Velocità a squadre: 5º
- Giochi panamericani

Rio de Janeiro 2007 - Keirin: 6º
Rio de Janeiro 2007 - Velocità: quarti di finale
Rio de Janeiro 2007 - Velocità a squadre: 2º
Guadalajara 2011 - Keirin: 2º
Guadalajara 2011 - Velocità: vincitore
Guadalajara 2011 - Velocità a squadre: vincitore
Toronto 2015 - Velocità: 3º
Toronto 2015 - Keirin: 2º
Toronto 2015 - Velocità a squadre: 2º
Lima 2019 - Velocità: 4º
Lima 2019 - Keirin: 2º